# Tangaroa

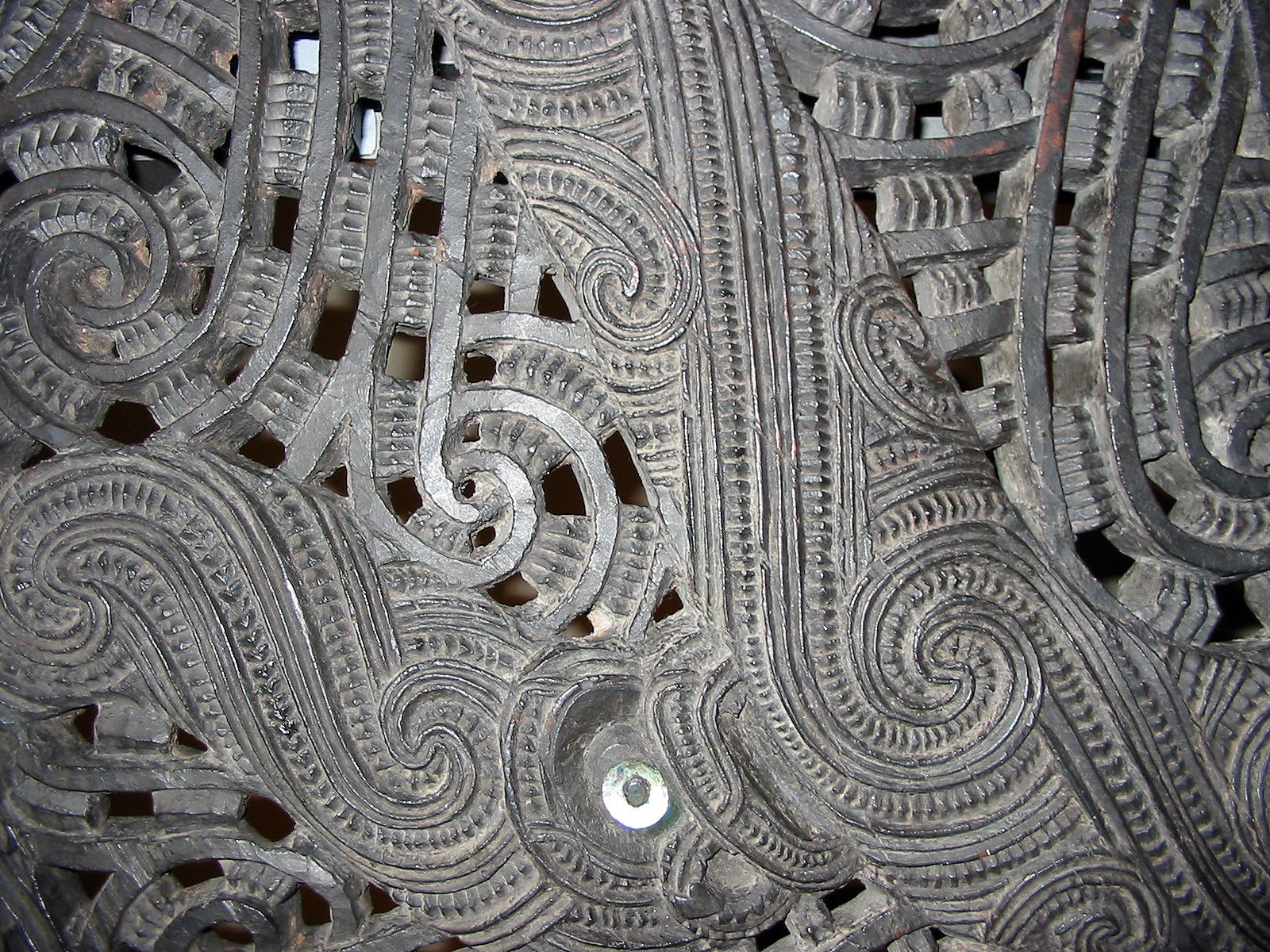
Relevo de uma canoa de guerra.

Na mitologia maori, Tangaroa é um dos grandes deuses, o deus do oceano e das criaturas marinhas. Ele é um dos 70 filhos de Rangi e Papa, Céu e Terra, ele foi viver no mar quando seus pais se separaram.
Tangaroa é as vezes retratado como uma baleia, animal altamente sagrado na cultura maori.

## Genealogia
É um dos filhos do casal primodial Rangi e Papa, seus irmãos mais conhecidos são Tāne, o deus das florestas e dos passáros,  Tāwhirimātea, o deus do clima e das estações e Tū, o deus da guerra e da pesca. Seus pais passaram uma enternidade juntos em um abraço e nesse tempo tiveram 70 filhos, todos homens.
É casado com Anu-Matao a deusa do frio e do espaço e também é casado com Kāi Tahu. E seus principais filhos são:
- Punga, Deus das criaturas feias e deformadas
- Tinirau, Guardião da Vida Marinha
- Te Whata-uira-a-Tangawa, Deus dos Peixes grandes
- Whatu-kura, Deus dos Peixes pequenos
- Pounamu, Deus das Pedras Verdes
- Poutini, Deus dos Tubarões